# Polisfordon i Sverige

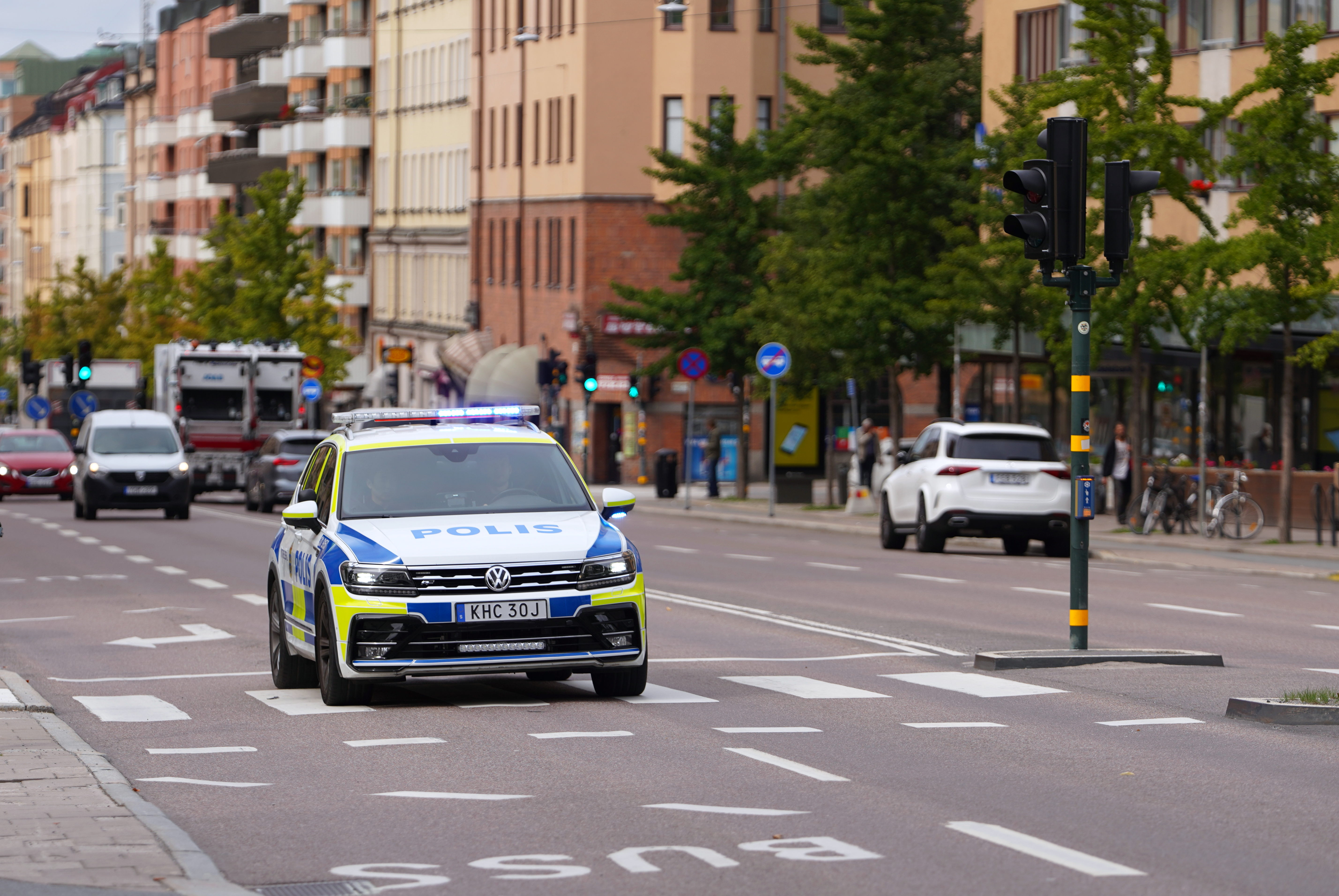
Svensk polisbil av typen Volkswagen Tiguan, 2019 års modell.

En polisbil är ett specialtillverkat motorfordon som används av polisen och tullen. Tullbilarna har dock annorlunda utseende. Sverige har i internationell jämförelse högklassiga polisbilar - få andra polismyndigheter kan uppvisa en flotta som innehåller så välutrustade fordon, där även sådana utrustningsdetaljer som xenonstrålkastare och parkeringsvarnare förekommer.

## Historik

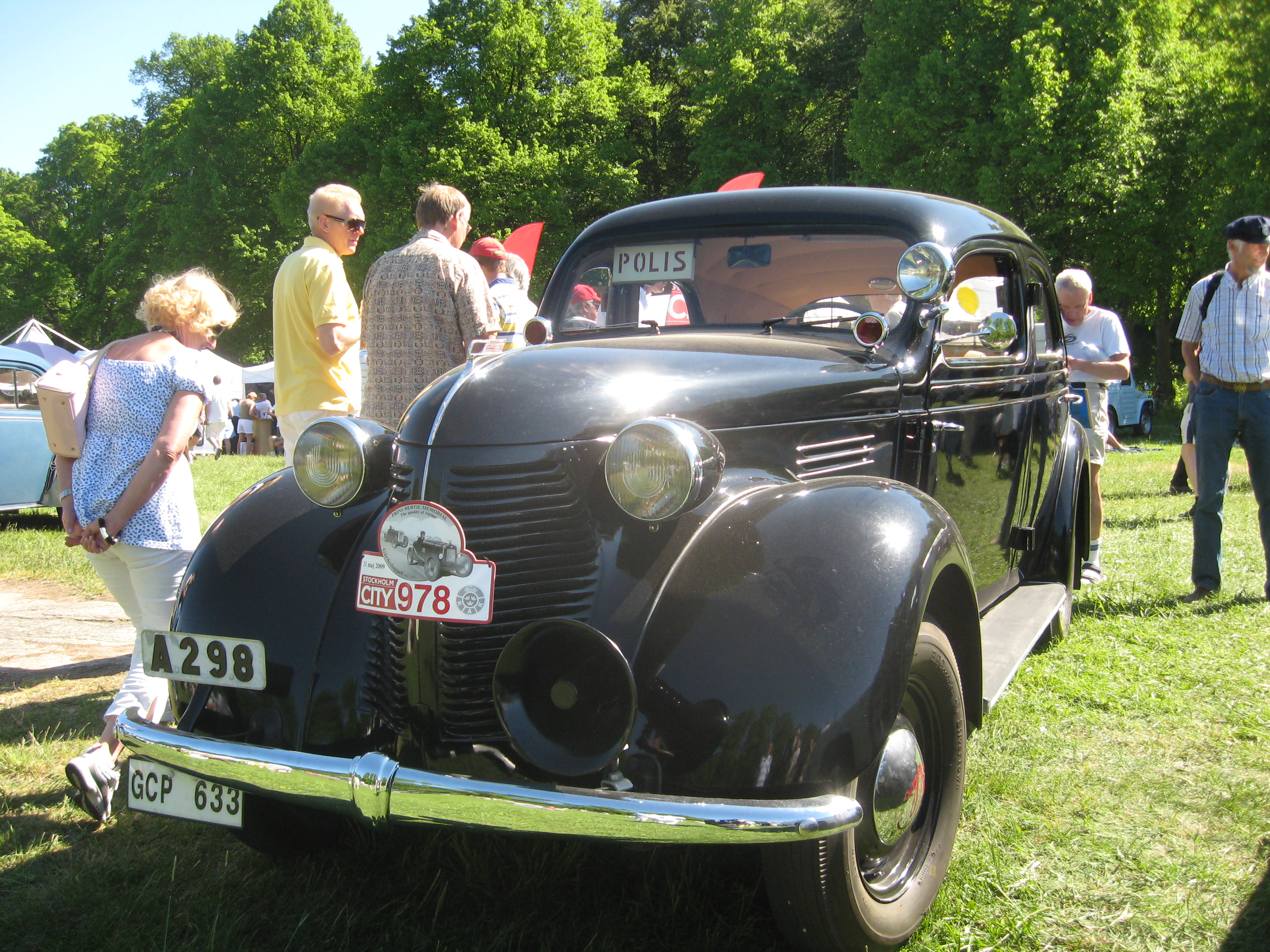
Volvo PV56 från 1939 använd av polisen i Stockholm.

När Sverige hade kommunal polis fanns inga enhetliga polisbilar - en kommunal polisbil var oftast svart och kunde vara av vilket fabrikat som helst. Det stod varje kommunal polisförvaltning fritt att skaffa bilar av de märken man ville ha. Vad som fanns av lokala bilföretag på orten spelade naturligtvis också stor roll, men vanligen användes helsvarta amerikanska bilar.
De första utryckningsljusen på polisfordon bestod av en eller två relativt små lampor som visade fast rött ljus. Bilder på äldre polisfordon visar att rött utryckningsljus i någon form användes tidigt.
Det röda fasta utryckningsljuset fick ofta diskreta placeringar på bilarna – endera på takets framkant eller nedanför vindrutan. Vissa bilar hade inte fasta röda ljus utan endast ett sökarljus med en skjutbar röd "strumpa" som gjorde att färgen kunde ändras från vitt till rött. Detta sökarljus var monterat på taket eller vänster A-stolpe.
Polisbilar hade inte alltid någon form av rödljus utan ibland endast en innanför vindrutan nedfällbar, ibland lysande, skylt med texten "Polis". En del polisbilar hade diskreta rödljus monterade + en demonterbar skylt med texten "Polis" i fronten på bilen (se bild av Volvo PV56). Men det förekom att vissa kreativa polisdistrikt ute i landet sneglade på vad Statspolisen gjorde, och hur deras fordon var utrustade. Man följde deras exempel så noga, att det i vissa fall kunde vara svårt att se skillnad på en stats- eller kommunalpolisbil.
Att skaffa kommunala polisbilar ansågs länge inte som självklart, även om den första polisbilen, en Scania-Vabis, levererades till Stockholm 1913. Det gick lika bra att cykla - eller vid brådskande ärenden – åka taxi. Så sent som 1961 fanns i Åmåls polisdistrikt inga polisbilar, utan polisen fick nöja sig med två cyklar. I slutet på 1930-talet blev det dock allt vanligare med regelrätta polisbilar.
Mellan 26 maj 1970 och 29 mars 1973 användes en Porsche 911 som polisbil av polisen i Ljungby. Totalt fanns det mellan åren 1965–1973 22 st Porsche-polisbilar på olika håll i landet.

### Milstolpar
- 1958 - De första svart-vit-målade polisbilarna införs hos Statspolisen.
- 1984 - Rikspolisstyrelsen (RPS) inför ett nytt utseende för polisens fordon, vitmålade med blå-gula ränder längs sidorna och ny stil på bokstäverna. Detta utseende sparade pengar, då man slapp måla om fordonen innan försäljning. Men utseendet var otydligt, vilket gjorde det svårt att känna igen polisbilarna. Man bytte ut sirenljudet som drevs på tryckluftstutor till mer elektroniskt. Sirenljudet aktiverades med hjälp av ett utdragbart handtag i orange.
- 1989 - RPS inför det nya blå-vita utseendet för polisens fordon, som gjorde dem tydligare på vägarna. Ett till sirenljud som kallas "Yelp" införs också 1995 på alla blå-vita bilar, detta ljudet aktiveras genom att man trycker på biltutan vid ratten och som då varar i minst 5-7 sekunder innan det återgår till "Hi-Lo" igen. Bokstavsstilen byttes också, och blev en helt ny grafisk profil för Polisen.
- 2005 - Svenska polisbilar kommer nu att vara märkta även med gula och blå fält i självlysande och reflekterande material för att öka säkerheten i trafiken. Märkningen bygger på forskningsresultat och europeisk standard och kallas för Battenburgmönster.

## Det yttre utseendet

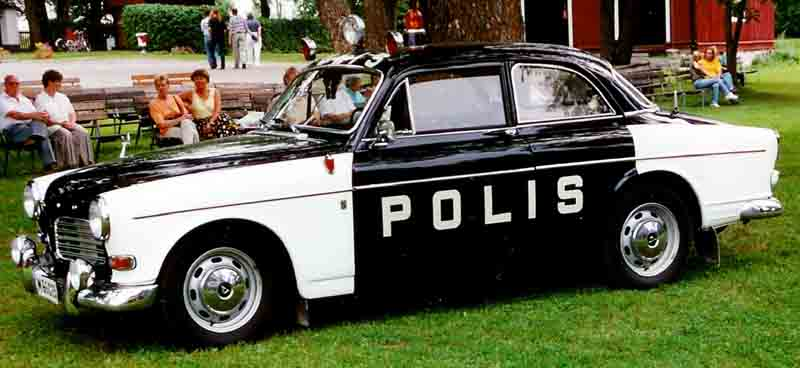
Volvo Amazon, 1970 års modell.

De vanliga radiobilarna har en polisdekor på utsidan som talar om att det är en polisbil; den har sett olika ut genom tiderna.
När den kommunala polisen förstatligades infördes en enhetlig svart-vit målning och två fasta röda ljus på taket kompletterade med ett sökarljus och ett roterande gult ljus. 1970 genomfördes "blåljusreformen" vilket innebar att de röda och gula ljusen ersattes med två (ibland ett) roterande blåljus på cirka 1 100 fordon. Sökarljuset behölls.
Den svart-vita färgen gjorde att ordet fjällko i slutet av 1950-talet blev slang för polisbil.
Ursprungligen var det tänkt att taken skulle vara vita, men norrlandslänen protesterade, eftersom bilarna då skulle vara svåra att se om det var höga snövallar längs vägarna. År 1984 övergick man till en blå/gulrandig remsa, som sattes på helt vita bilar. Detta gjorde att det var lättare att sälja bilarna, när de ansågs vara för gamla. Remsan består av en plastfilm med en självhäftande sida som trycks fast på bilen och någorlunda lätt att avlägsna. Då började även blåljusen att monteras på en båge och inte längre på själva taket. I samband med detta försvann sökarljuset. 1989 infördes stora blå dekaler på fram- och bakskärmarna, eftersom den designen ansågs vara tydligare än den förra typen. Under 1990-talet bytte man också ut de enkla roterande blåljusen på takbågen mot en ljusramp med bland annat blixtljus som sitter på taket. Den är oftast tillverkad av företaget Standby, även om andra märken såsom Federal signal och Whelen förekommer ibland.
Den 9 maj 2005 beslöt Rikspolisstyrelsen att successivt införa nya märkningar på polisbilarna under följande höst. De nya märkningarna är högreflekterande, och gör att polisbilarna blir nästan självlysande i mörker, men bilarna ska även synas bättre i dagsljus. Den nya märkningen sitter på vita fordon och är blå och gul, det så kallade Battenburgmönstret.
Tullbilarna är i grunden mörkblå med gul och blå dekor. Fram-, sido- och bakskärmar är märkta med "Tull". Det engelska ordet för tull, "customs" är även vanligt förekommande på grund av den internationella verksamheten vid gränser, hamnar och flygplatser. Gemensamt för polisen och tullen är att de har respektive myndighets märke på sina bilar, och att varje bil har ett eget anropsnummer, som ska synas från alla håll. Exempelvis finns numret på taket för att helikoptrar ska kunna se det. Samma sak gäller f ö även andra utryckningsbilar, såsom ambulanser och brandförsvarets fordon.

## Polisens bilar
Polisen och tullen använder idag[när?] främst Volvo, Mercedes och VW, men andra märken förekommer också, som Ford, Audi och Toyota. Polisbilarna/tullbilarna finns i tre olika varianter:

### Typ A
Typ A är den vanligaste bilen, den med tull/polisdekor. Den har en larmanordning bestående av siren och takbåge, där ljuset i rampen består av halogenlampor, LED-lampor eller roterande lampor. Takbågen är utformad så att ljuset ska ses från alla håll och kan även kompletteras med vitt arbetsljus åt höger/vänster och ett framåtriktat sökarljus. Det sitter blåljus på bagageluckans insida, på grund av att bagageluckan skymmer blåljuset i takbågen bakåt vid öppnat läge, så extraljusen kompletterar takljuset.
Det sitter också blåljus monterade någonstans i fronten beroende på vad det är för slags bil: det kan antingen vara synligt blixtljus i sidorna eller dolda lampor i grillen eller vindrutan. Dessutom sitter ett stoppljus innanför vindrutan med blinkande växelvis blått och rött sken. Till utrustningen kan också höra en ljusskylt (vanligast i tullbilarna) som sitter monterad i rutan på bagageluckan, med texten Follow me (följ efter mig), Customs/police (tull/polis), Stop (stanna) eller Turn off engine (stäng av motorn).

### Typ B
Typ B är relativt vanlig, men är inte dekorerad och utmärkande som en patrullbil, utan utåt sett en vanlig civil personbil. Bilen är försedd med reglementerad ljudsignalanordning (sirén), och vid behov kan ett mindre magnetfotförsett blåljus tillkomma. Detta blåljus kan antingen fästas på taket eller vara placerat i bilens vindruta, ovanpå instrumentbrädan. Blåljuset kan kompletteras av ett bakåtriktat ljus i bagageutrymmet, och i vissa fall förekommer även blåljus i grillen. I framrutan, alternativt i grillen, finns oftast en stoppanordning som kan utge växelvis blått/rött ljus eller ge ett fast rött sken. Civila bilar kan även ha blåljusmontage i rutan på motsvarande sätt.

#### Exempel på utrustning gemensamt för typ A och B

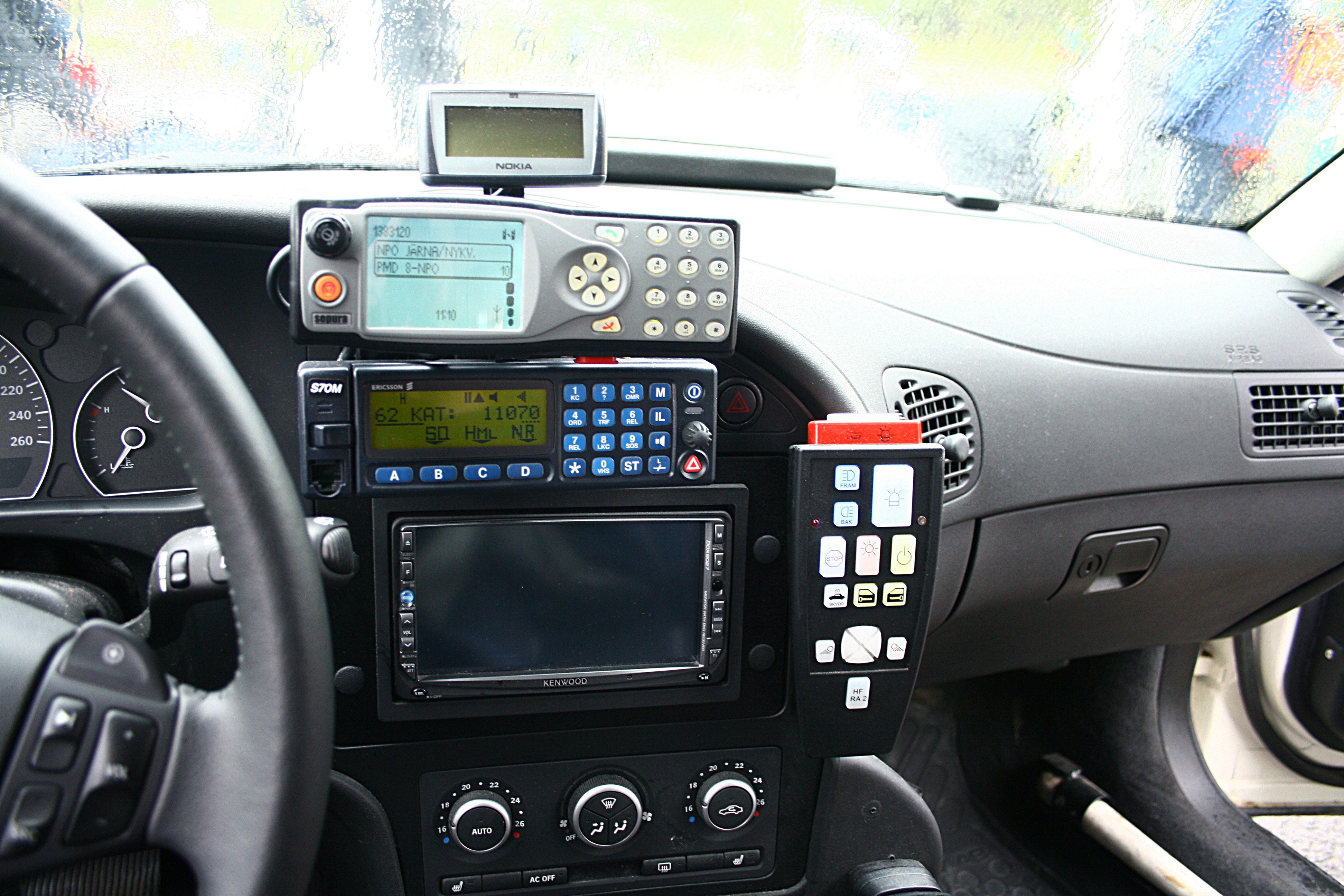
En RAKEL-enhet ovanpå en radioenhet för System 70 M (den senare med blå knappsats).

- Kommunikationsradio för polisens radionät Rakel. Samtliga polismyndigheter i landet har nu satt rakelsystemet i full drift och i de nya fordonen (både målade och civila) så sitter en POLMAN-station där de flesta sakerna styrs. Bland annat GPS, ljus, radio och manövrering av dörrlås. Detta sparar utrymme i fordonet för annan utrustning. S70- och S80-systemen avvecklades i slutet av 2010 och märkningen "8 2888" exempelvis är väldigt sällsynta idag.
- Sjukvårdsväska
- Ficklampa
- Spikmatta
- Lådhurts i bagageutrymmet eller hundburar
- Olyckstält med tillhörande lampa
- Varningsbloss
- Lås på bakdörrarna som manövreras från instrumentbrädan. Detta förhindrar att bakdörrarna kan öppnas inifrån vid transport av misstänkta personer eller liknande. Vid ett elhaveri finns reservanordningar för att kunna öppna dörrarna.
- Larmanordning, såsom siren, stoppljus och roterande/blinkande blåljus.
- Brandsläckare
- Batteriladdare För att säkra att bilen alltid startar ska bilen kopplas upp mot elnätet när den inte används (står i garage).
- Kartläsarlampa Med rött ljus för att inte försämra mörkerseendet
- Avspärrningsband
- Dragkrok Kompletteras,(fast drag) med ett skummgummiskydd, som ingår i polisens arbetsmiljöregler, utifall de slår i benet.
- Lastskydd för baksätesmontering
- Specialanpassade hundburar i bagaget, för manuell öppning ut via bagageluckan och elektrisk öppning in i kupén från kontrollpanelen.

Utrustningen kan kompletteras med diverse fler detaljer, till exempel videokamera, polispilot, hundburar, stoppspade, solfilm och extraljus.

### Typ C
Den tredje varianten är tjänstebilen som är en helt vanlig bil utan någon larmanordning, dock kan de vara utrustade med kommunikationsradio och stoppspade. Används ofta som spaningsbilar.

## Bilder

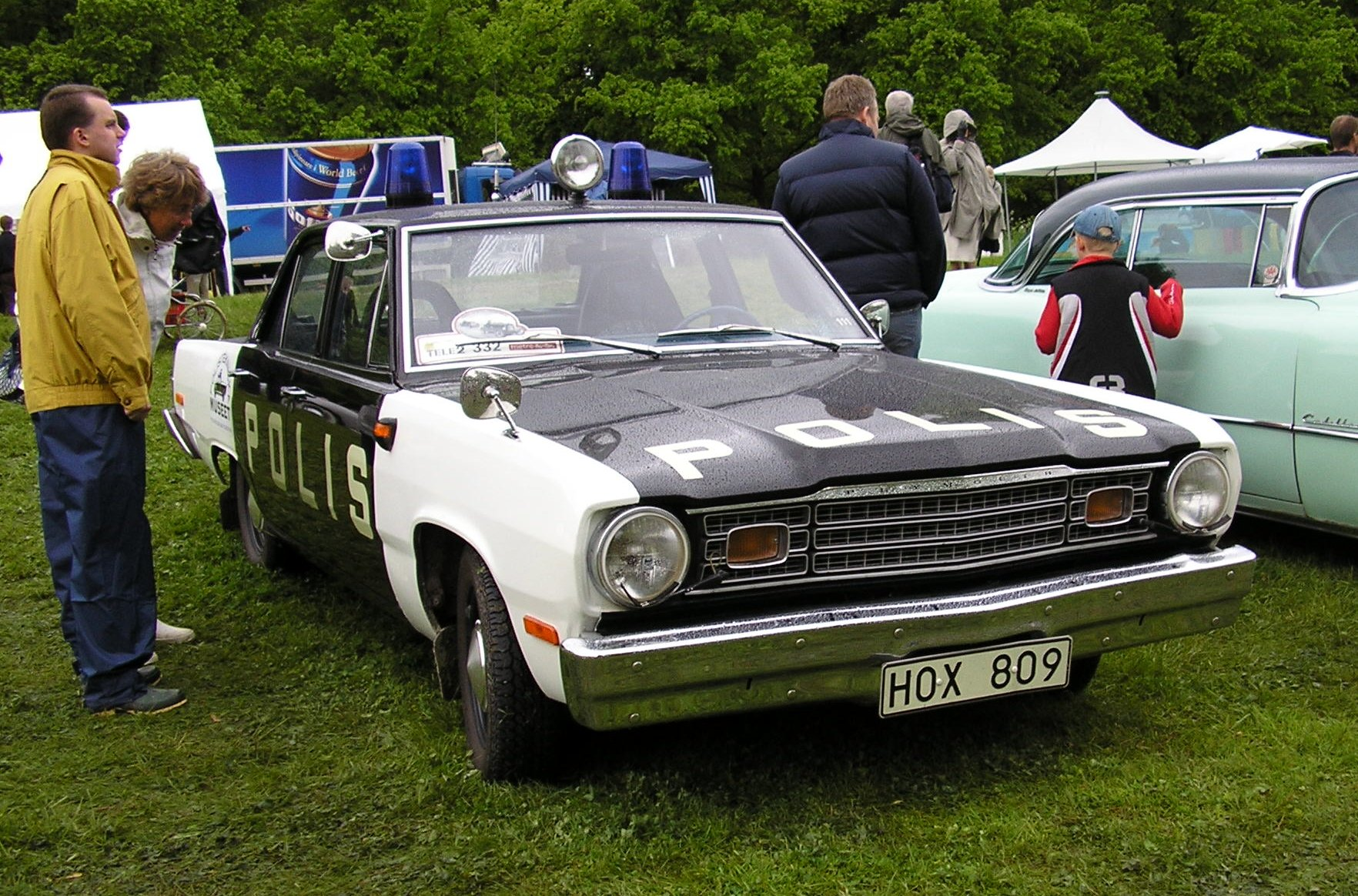
En Plymouth Valiant -1974 som polisbil.
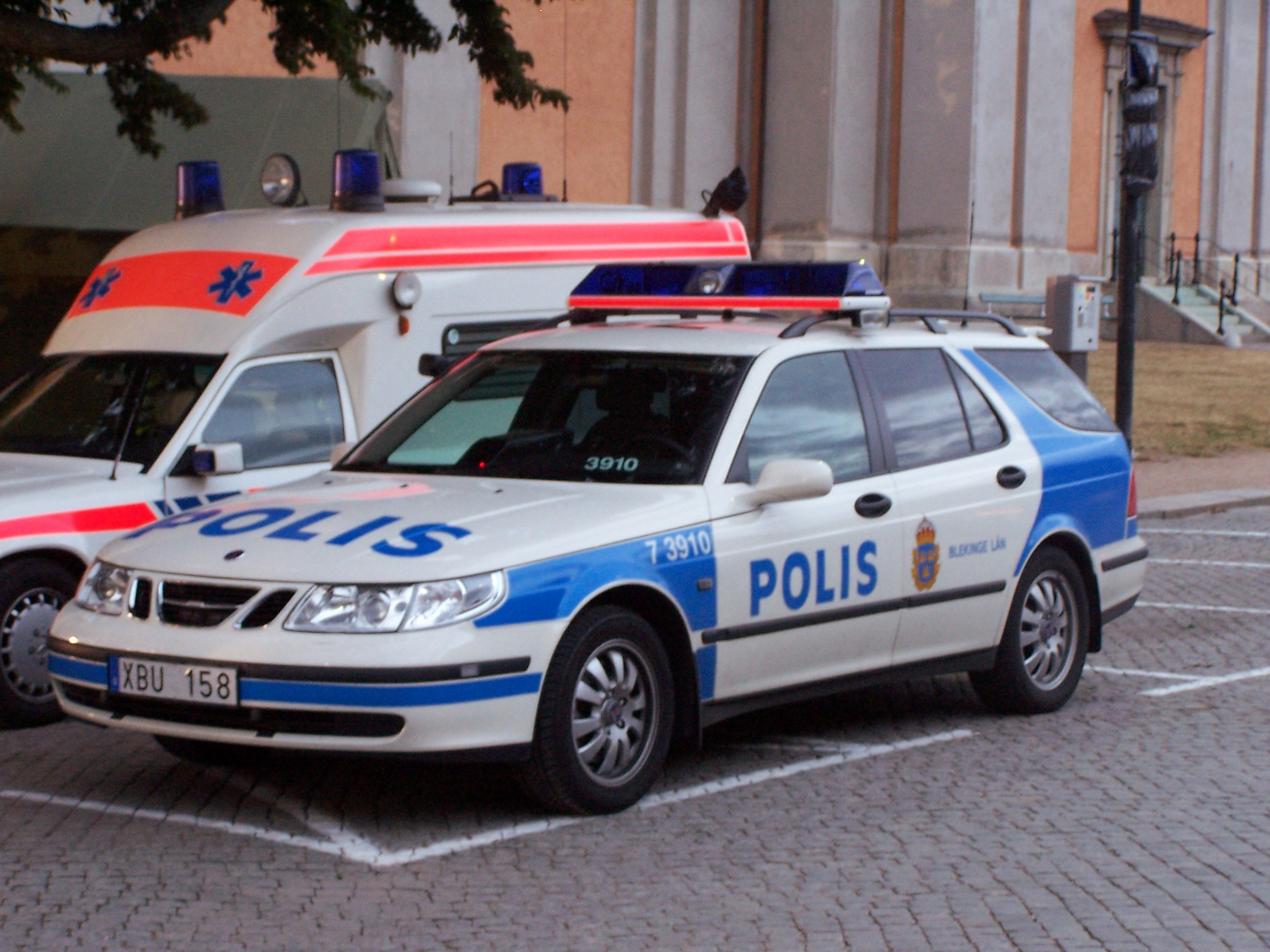
Saab 9-5 Kombi -2005 intill en ambulans.
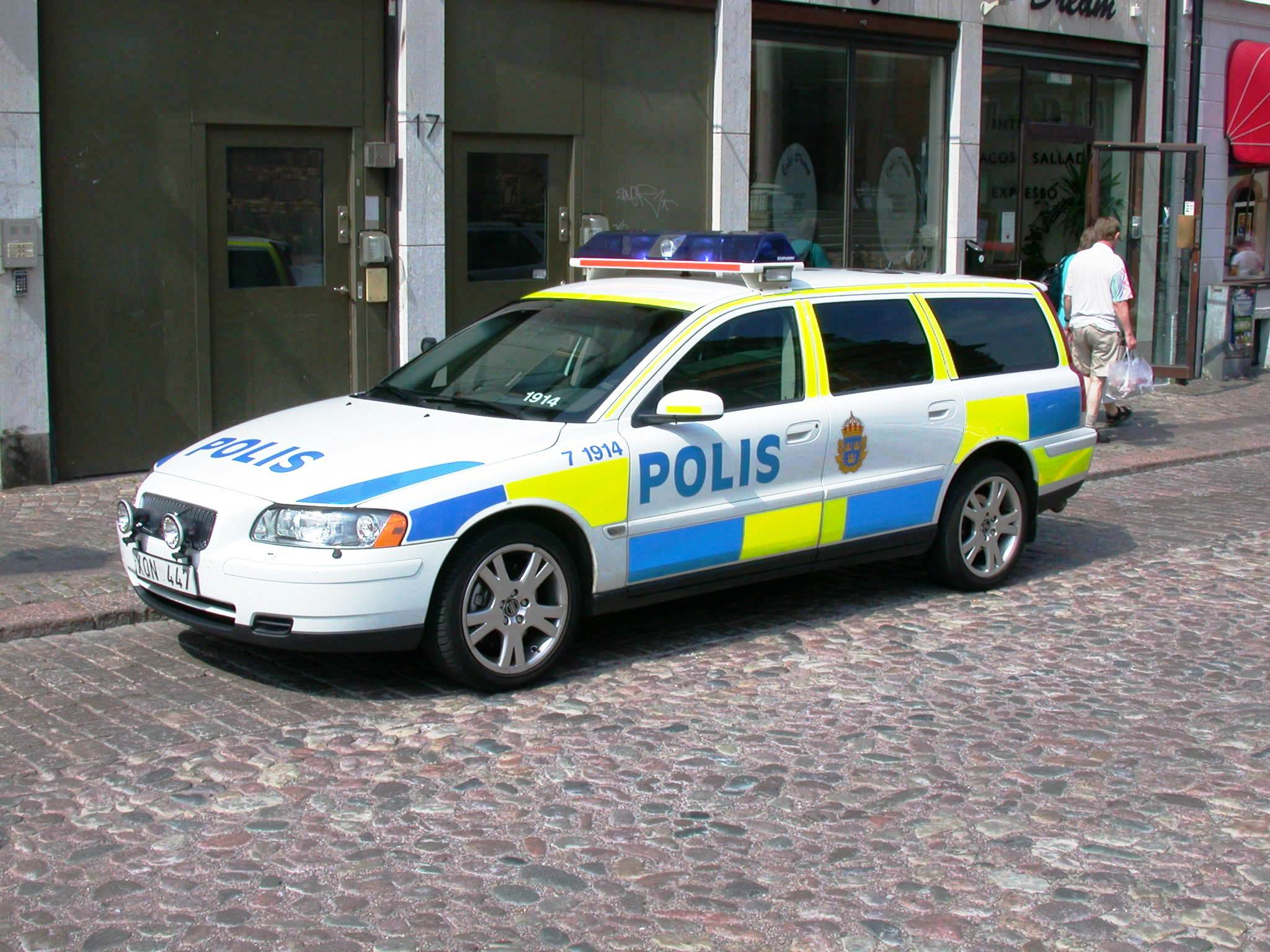
Nuvarande dekalutförande Volvo V70, -2006.
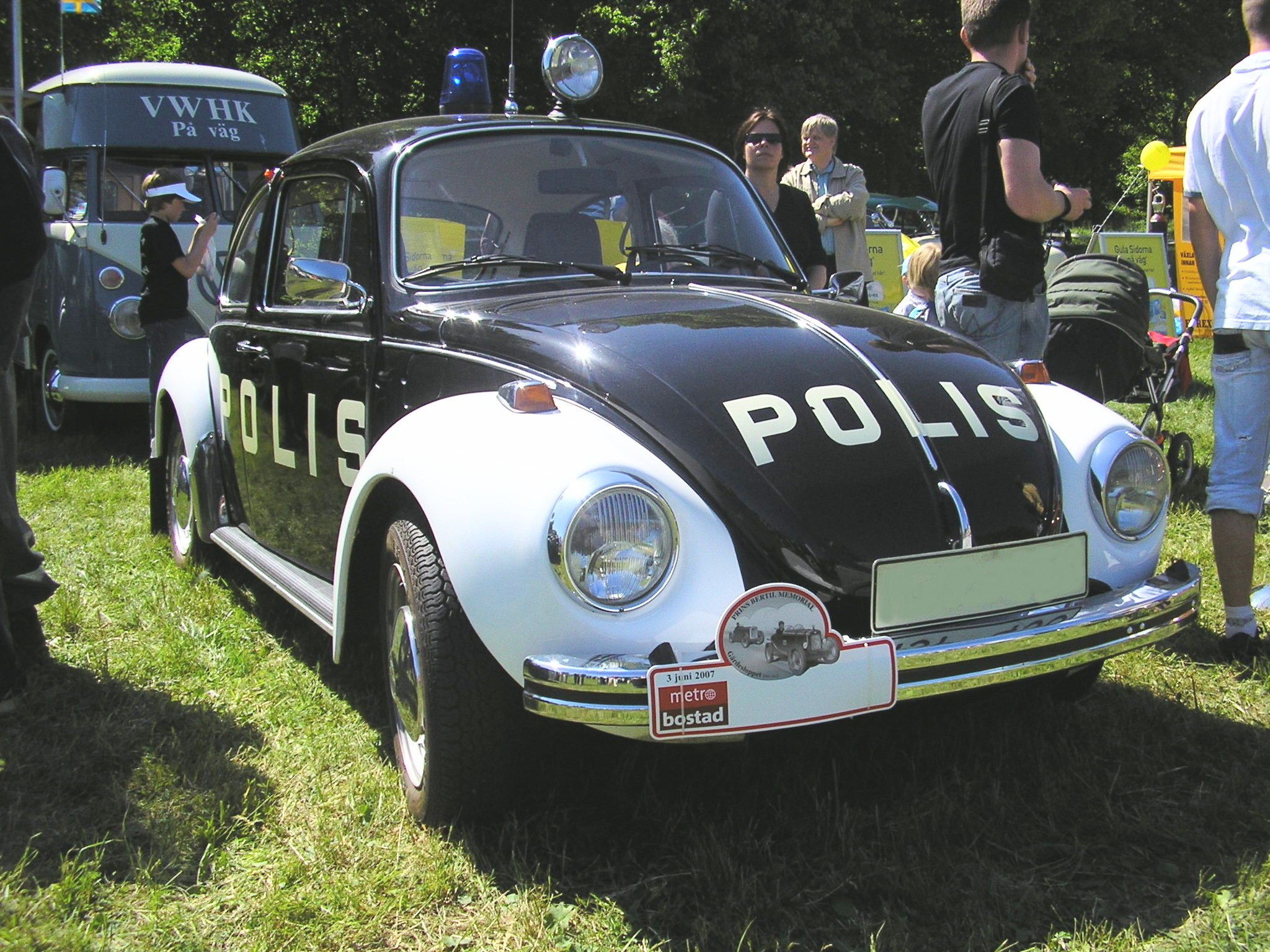
Volkswagen typ 1 Bubbla.
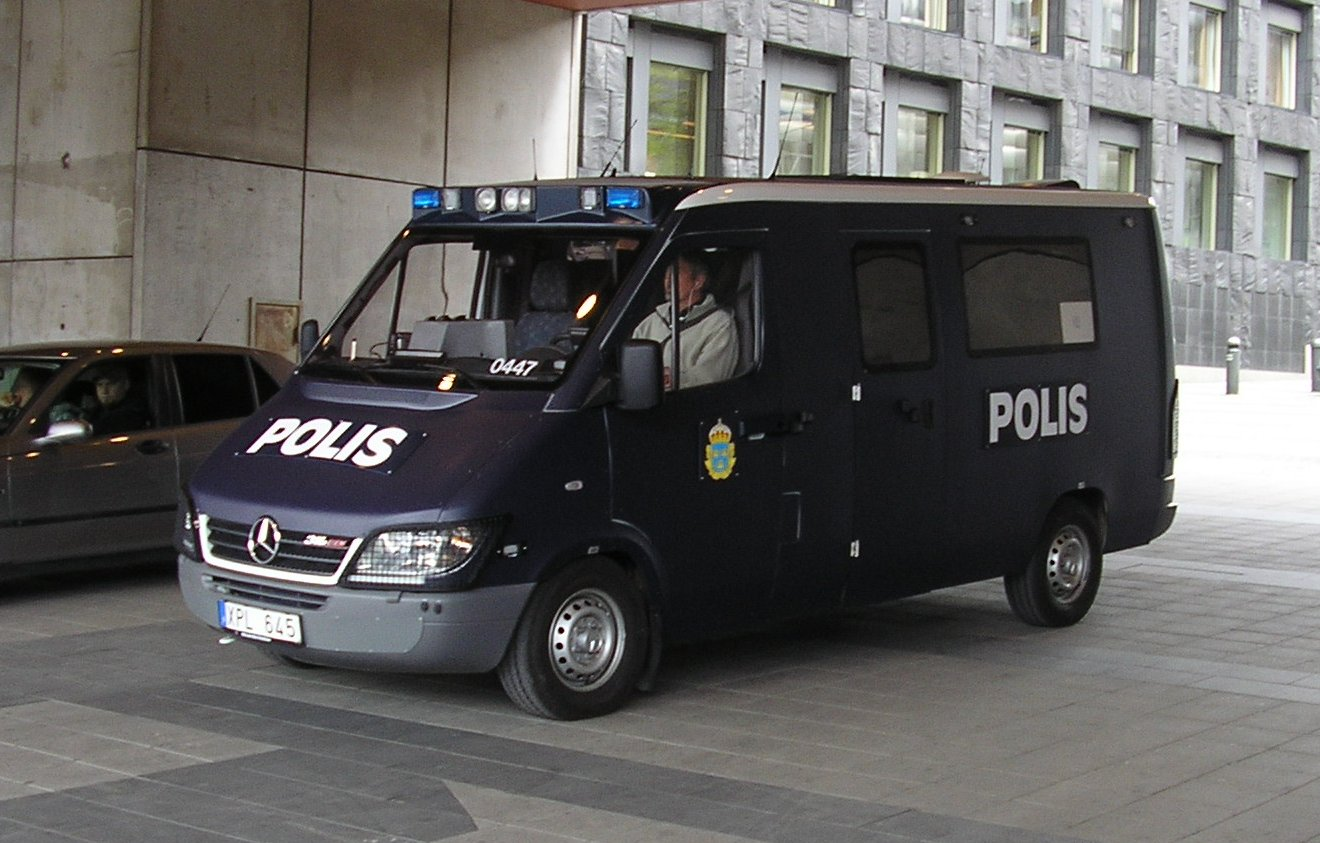
Mercedes-Benz 316CDI -2006.
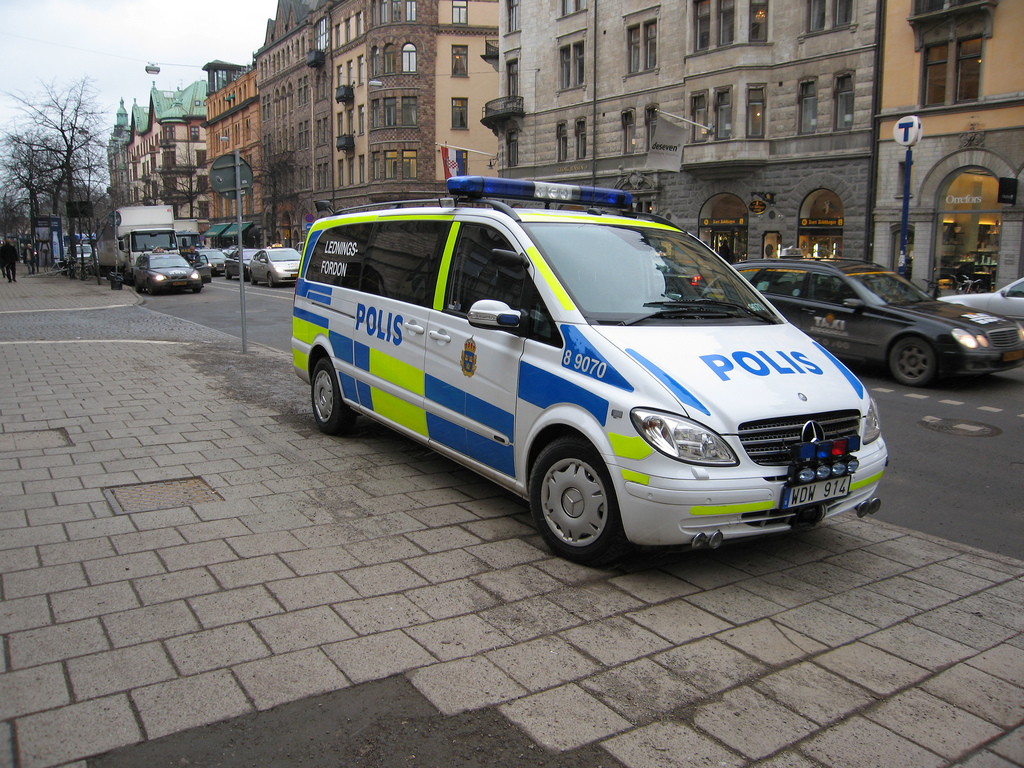
Mercedes-Benz Viano -2004. Ledningsfordon för Stockholmspolisen mellan åren 2005 och 2011.
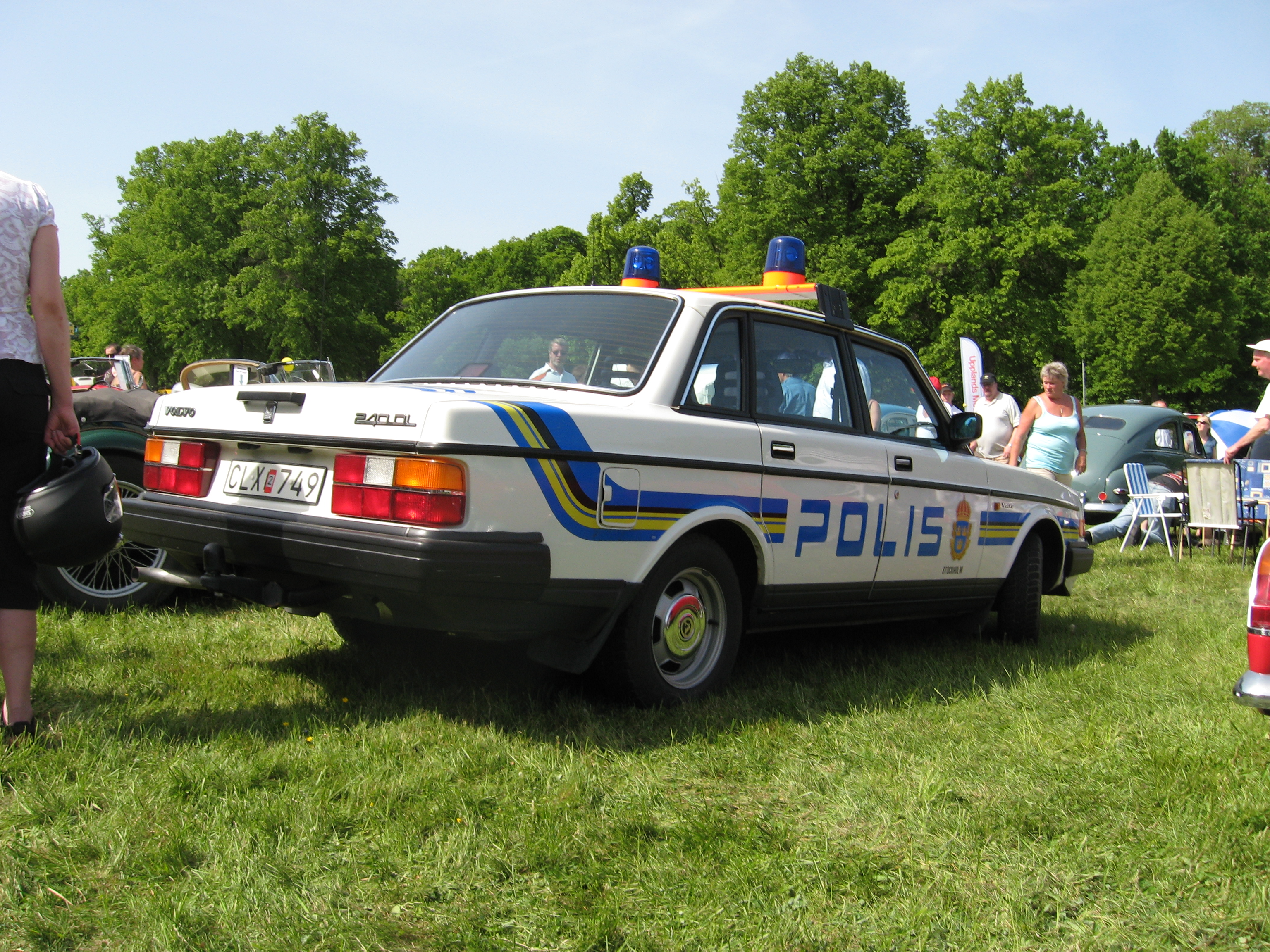
Volvo 244 med "hockeyklubbsdekoren".
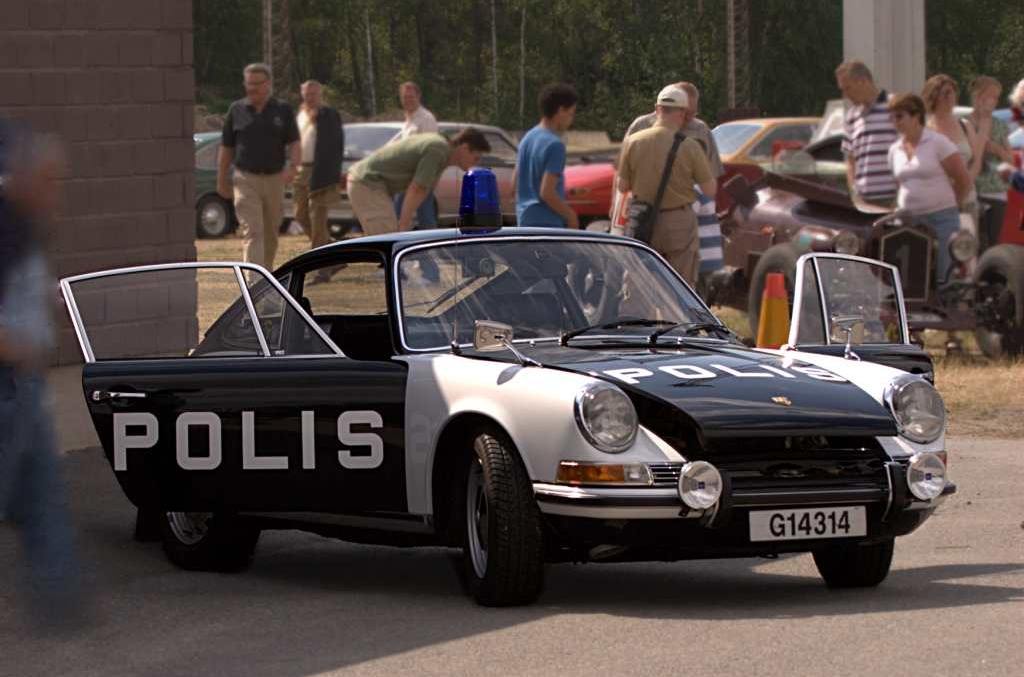
Porsche 911 i polisutförande, svart/vita dekoren.
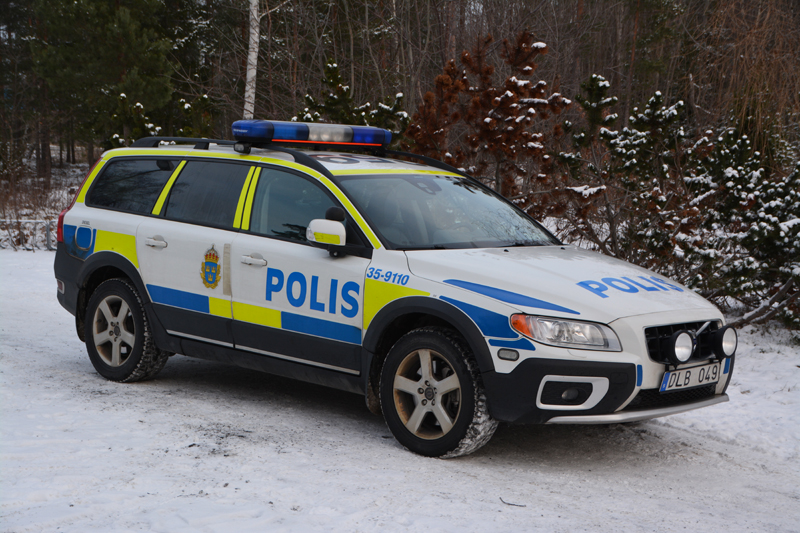
Volvo XC70 -2013.
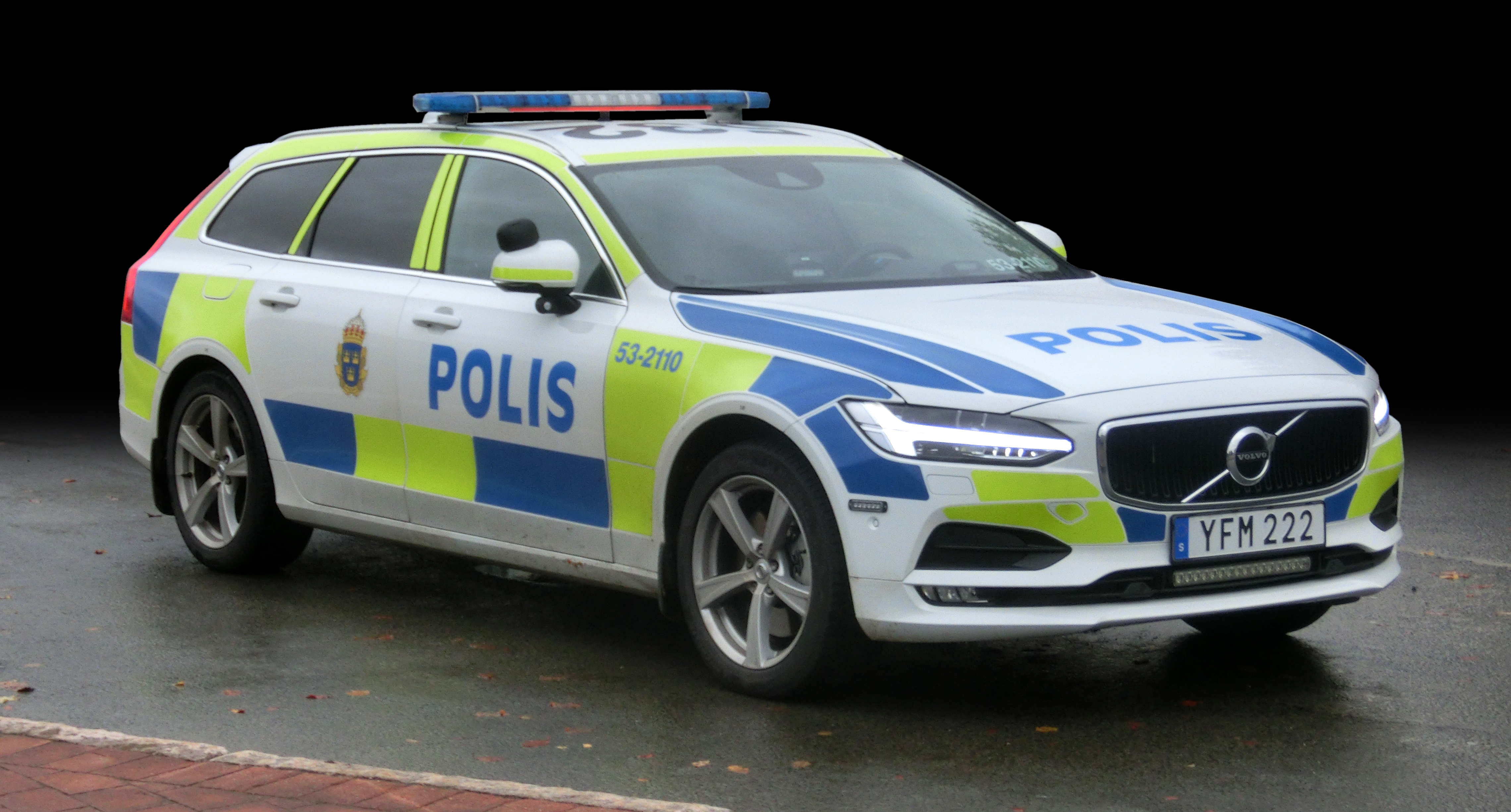
Volvo V90 - 2017.
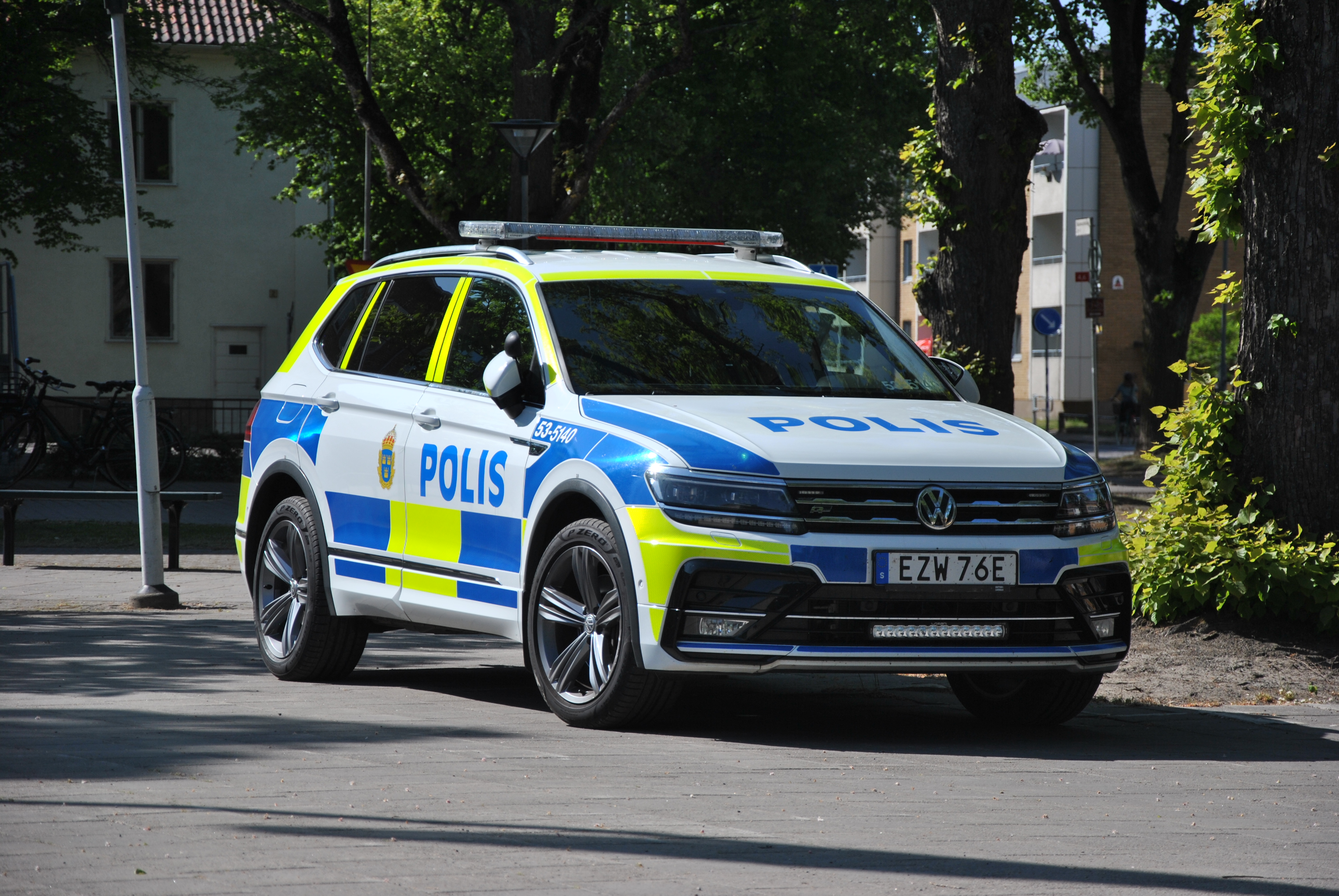
En Volkswagen Tiguan 2.0 TDi SCR 4Motion -2019